# Ляпкин, Анатолий Гордеевич
Анатолий Гордеевич Ляпкин (1917—1993) — лейтенант Советской Армии, участник Великой Отечественной войны, Герой Советского Союза (1944).

## Биография

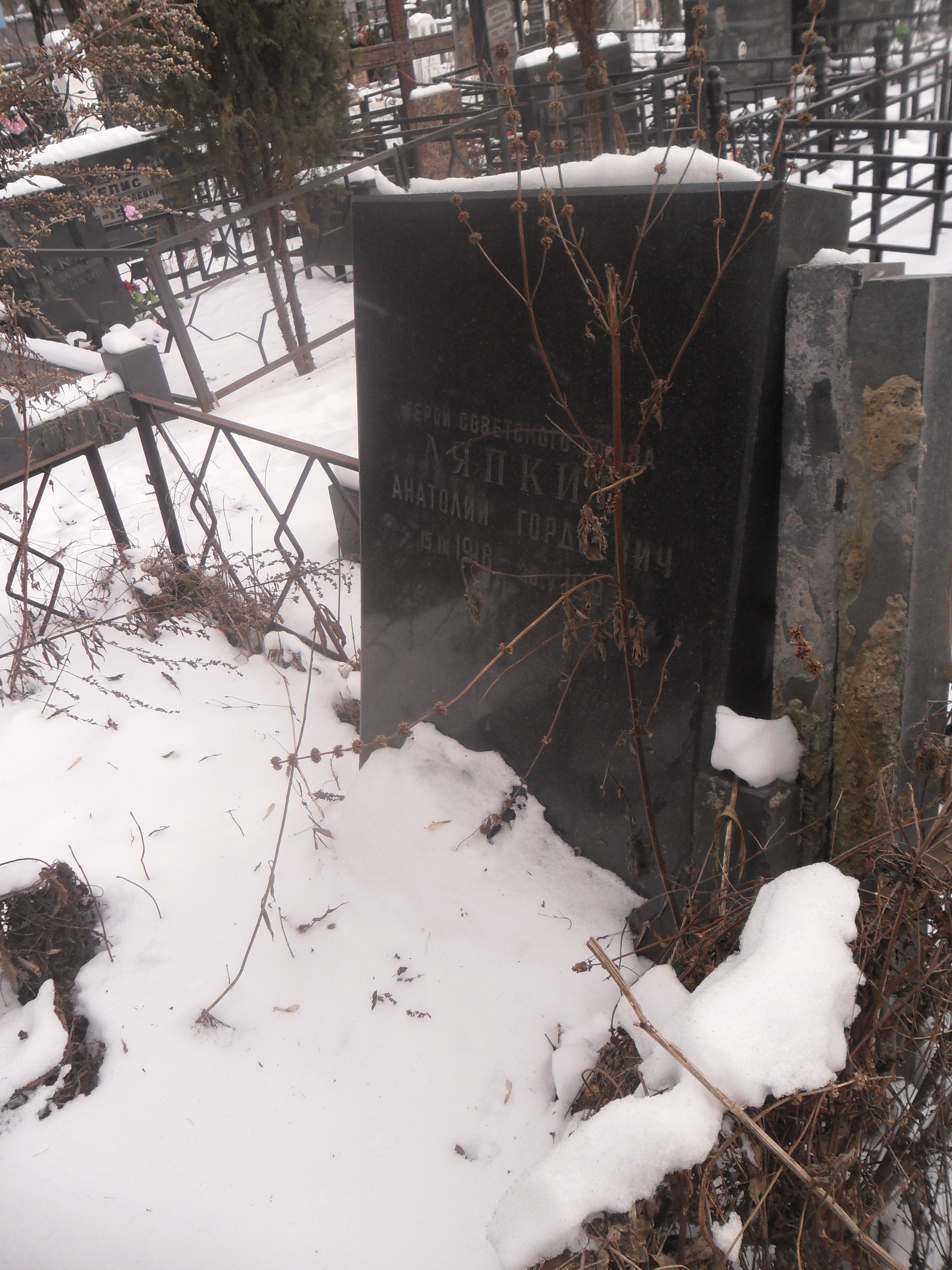
Могила Героя Советского Союза Анатолия Гордеевича Ляпкина на Преображенском кладбище Москвы.

Анатолий Ляпкин родился 15 сентября 1917 года в селе Алексеевка (ныне — Алексеевск Почепского района Брянской области). После окончания семи классов школы работал слесарем. В августе 1938 года был призван на службу в Рабоче-крестьянскую Красную Армию. С августа 1941 года — на фронтах Великой Отечественной войны. В боях два раза был ранен.
К июню 1944 года гвардии ефрейтор Анатолий Ляпкин был автоматчиком 210-го гвардейского стрелкового полка 71-й гвардейской стрелковой дивизии 6-й гвардейской армии 1-го Прибалтийского фронта. Отличился во время освобождения Белорусской ССР. 24 июня 1944 года первым в своём подразделении переправился через Западную Двину в районе деревни Мамойки Шумилинского района Витебской области Белорусской ССР и принял активное участие в боях за захват и удержание плацдарма на её западном берегу. Во время штурма немецких траншей лично взял в плен двух немецких солдат.
Указом Президиума Верховного Совета СССР от 22 июля 1944 года за «мужество и героизм, проявленные в боях» гвардии ефрейтор Анатолий Гордеевич Ляпкин был удостоен звания Героя Советского Союза с вручением ордена Ленина и медали «Золотая Звезда».
В 1945 году окончил курсы младших лейтенантов. В мае 1946 года в звании лейтенанта он был уволен в запас. Проживал в Москве, до выхода на пенсию работал инспектором вневедомственной охраны УВД Москвы. Скончался 28 мая 1993 года, похоронен на Преображенском кладбище Москвы.
Был также награждён орденом Отечественной войны 1-й степени и рядом медалей.